# Max Wärn
Max Wärn, född 10 juni 1988 i Helsingfors, är en finlandssvensk professionell ishockeyspelare som ämnar avsluta sin karriär 2020.
HIFK-junioren Wärn inledde sin ligakarriär säsongen 2006-07 och etablerade sig som ligaspelare för HIFK följande säsong. Wärn lämnade IFK våren 2011 efter att ha vunnit ligaguld. Han spelade en säsong i Pelicans, två säsonger i JYP och sedan i HK Sotji i KHL. Under sina säsonger i Sotji gjorde Wärn landslagsdebut Från Sotji flyttade Wärn till Kunlun Red Star, sedan till HV71 i svenska ligan SHL, sedan Jokerit i KHL och 2019-2020-säsongen spelar han i Lausanne i schweiziska ligan.